# Haslemere
Haslemere è una cittadina di 10 417 abitanti della contea del Surrey, in Inghilterra.

## Amministrazione

### Gemellaggi
- Bernay
- Horb am Neckar